# Deep Cover (película de 2025)
Deep Cover es una película de comedia de acción británica de 2025 protagonizada por Bryce Dallas Howard, Orlando Bloom y Nick Mohammed como actores de improvisación reclutados por la policía para operaciones encubiertas en el submundo criminal de Londres, donde deben usar sus habilidades para infiltrarse en una pandilla. Paddy Considine, Ian McShane y Sean Bean aparecen en papeles secundarios. La película fue dirigida por Tom Kingsley y escrita por Colin Trevorrow, Derek Connolly, Ben Ashenden y Alexander Owen. Deep Cover se estrenó mundialmente en Amazon Prime Video el 12 de junio de 2025.

## Reparto
- Bryce Dallas Howard como Kat
- Orlando Bloom como Marlon
- Nick Mohammed como Hugh
- Paddy Considine como Fly
- Sonoya Mizuno como Shosh
- Ian McShane como Metcalfe
- Sean Bean como Billings
- Ben Ashenden como Dawes
- Alexander Owen como Beverley
- Omid Djalili como Sagar
- Nneka Okoye como K-Lash
- Freya Parker como Harriet
- Sophie Duker como Ellen
- Susannah Fielding como Ruth
- Katy Wix como Lotta

## Producción
La película se anunció en febrero de 2024 y Tom Kingsley será el director. Se basó en una historia original de Derek Connolly y Colin Trevorrow, y fue escrita por el dúo cómico británico Ben Ashenden y Alexander Owen . El proyecto fue producido por Trevorrow a través de Metronome Film Co., junto con Walter F. Parkes y Laurie MacDonald, con Annys Hamilton como coproductora.
El elenco principal (Bryce Dallas Howard, Orlando Bloom, Sean Bean, Nick Mohammed, Ian McShane, Paddy Considine, Sonoya Mizuno y Ben Rufus Green) se anunció el 1 de febrero de 2024.
El rodaje principal comenzó el 5 de febrero de 2024 en Londres.